# William Coley

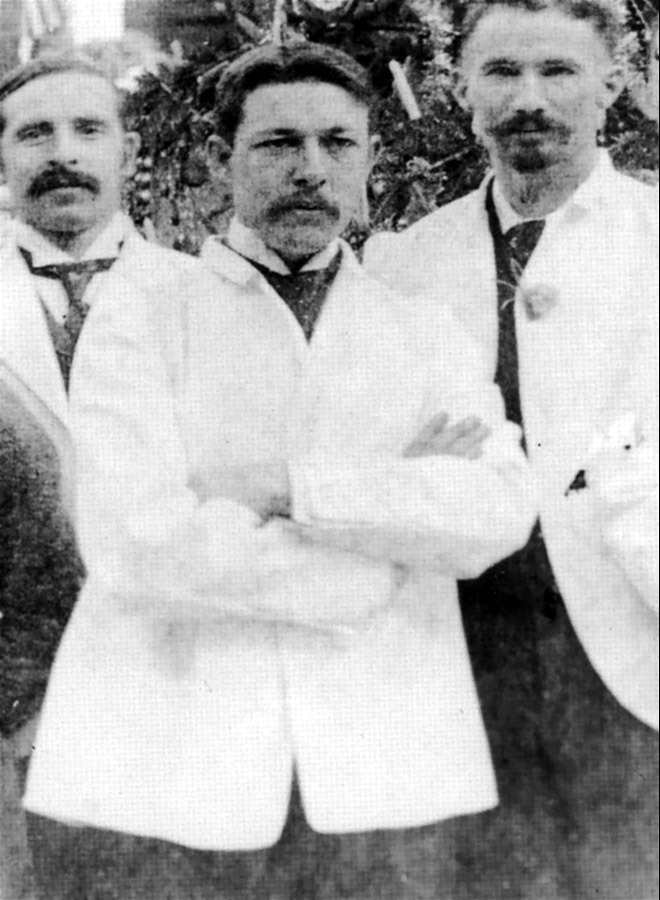
William Coley (Bildmitte) mit Kollegen im Jahr 1892

William Bradley Coley (* 12. Januar 1862 in Westport, Connecticut; † 16. April 1936 in New York City) war ein US-amerikanischer Knochenchirurg und Onkologe. Er gilt als „Vater der Krebsimmuntherapie“.

## Leben
Coley studierte von 1880 bis 1884 am Yale College und wurde als Bachelor of Arts graduiert. Danach lernte er zwei Jahre Latein und Altgriechisch an der Bishop Scott Government School in Portland (Oregon). 1886 ging er an das Harvard Medical College. Bereits zwei Jahre später schloss er als M.D. das Studium ab und wurde 1889 Assistent an der Hernie-Klinik. 1891 begann er sich intensiv mit Krebserkrankungen zu beschäftigen. 1892 wechselte er zum New York Cancer Hospital, dem heutigen Memorial Sloan-Kettering Cancer Center. Im Januar 1925 wurde er Chefchirurg am Hospital for the Ruptured and Crippled (heute: Hospital for Special Surgery). 1933 ging er krankheitsbedingt in den Ruhestand. Drei Jahre später verstarb er einen Tag nach einer Operation wegen Divertikulitis.
Coley war seit 1891 verheiratet mit Alice, geborene Lancaster. Mit ihr hatte Coley einen gemeinsamen Sohn (Bradley Lancaster Coley) und eine Tochter (Helen Lancaster Coley, später Helen Coley Nauts). Alice Coley starb sieben Monate nach ihrem Mann.

## Coleys Beitrag zur Krebsimmuntherapie
Coley hatte von einem Krebspatienten gehört, bei dem es zu einer vollständigen Remission nach hohem Fieber, bedingt durch ein Erysipel (eine bakterielle Infektion der oberen Hautschichten und Lymphwege) kam. Coley stellte bei Recherchen fest, dass auch Robert Koch, Louis Pasteur und Emil von Behring ähnliche Fälle nach einem Erysipel beschrieben hatten. 1891 injizierte er einem Krebspatienten – einem italienischen Immigranten, Mitte 30, der bereits zwei Operationen nach Rezidiven hinter sich und nach der Prognose nur noch wenige Wochen vor sich hatte – die Erysipel-Bakterien der Art Streptococcus pyogenes direkt in den Tumor. Coley wiederholte die Injektionen über mehrere Monate und der Tumor bildete sich bei dem Patienten zurück. Der Patient überlebte acht Jahre.
Später verwendete Coley eine Mischung (Coley’s Toxin) abgetöteter Bakterien der Arten Streptococcus pyogenes und Serratia marcescens, zusammen mit den noch aktiven Endotoxinen, direkt in Tumoren. Bei Weichteilsarkomen erreichte Coley mit seiner Methode die beachtliche Heilungsrate von 10 %. Die Ansprechraten waren sehr unterschiedlich und die Nebenwirkungen beträchtlich. Mit der Entwicklung der Strahlentherapie und Fortschritten bei der Chemotherapie geriet Coley’s Toxin weitgehend in Vergessenheit.
Der William B. Coley Award (William B. Coley Award for Distinguished Research in Basic and Tumor Immunology) trägt seit 1993 Coleys Namen und wird jährlich für Verdienste auf dem Gebiet der Krebsimmunologie vergeben.